# Schloss Fürberg

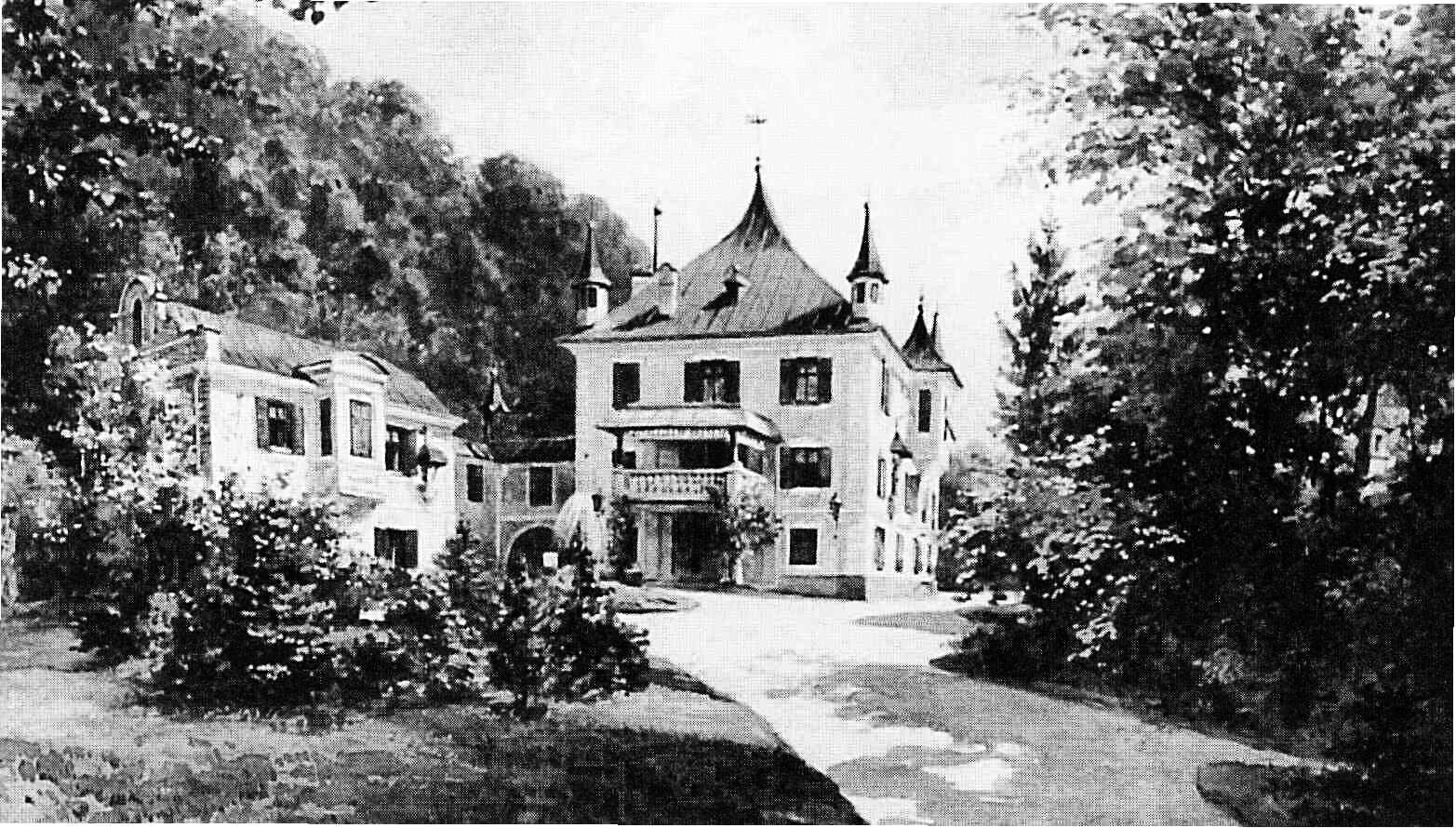
Schloss Fürberg nach Franz Kulstrunk (1912) im Zustand vor 1945

Das Schloss Fürberg, das nach der bayrisch-salzburgischen Familie Feyertag von Oberhausen auch Feyertagsstöckl genannt wurde, liegt am Fuße des Kapuzinerbergs in Salzburg am Ende der Pausingerstraße (Nr. 11), ehemals Fürbergstraße. Zum Anwesen zählen auch ein Meierhof und eine Kapelle, die gleich wie das Hauptgebäude mit wertvollen Glasmalereien versehen ist.

## Geschichte
Bereits 1316 wird ein „Prädium Fürberg“, das dem Stift St. Peter als Erbrecht verliehen wurde, erwähnt. 1360 verleiht Abt Otto I. und der ganze Konvent von St. Peter das Prädium (Landgut, Grundbesitz) an den Salzburger Bürger Fritz Zchamlin (Zanklein, Zankl). 1485 erwirbt der Ratsbürger und spätere Bürgermeister Georg Waginger das Anwesen. 1500 folgt ihm sein Sohn Virgil (Stadtrat und Bürgermeister von Salzburg). 1584 wird der Domherr Johann von Küenburg und 1617 der Domherr Nikolaus Freiherr von Wolkenstein und Rodenegg, Bischof vom Chiemsee, Eigentümer. Von diesem übernimmt Wolfgang Feyertag 1624 den Besitz. Nach dieser Familie wurde das „Prädium Fürberg“ auch Feyertagsstöckl genannt.

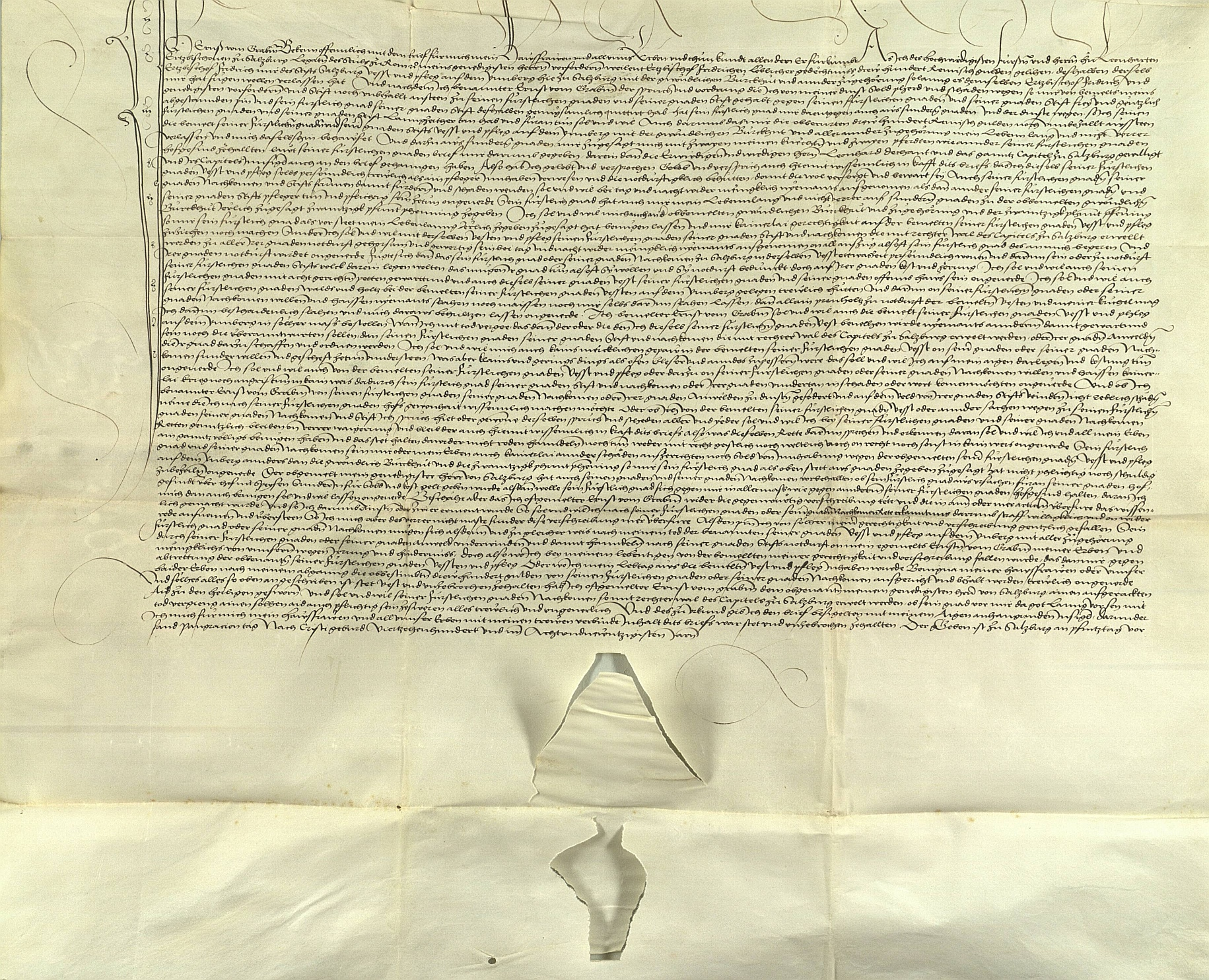
Revers des Ernst von Graben über die Verleihung der Pflege und Feste auf dem Imberg (Schloss Fürberg) zu Salzburg auf seine Lebenszeit durch den Salzburger Erzbischof Leonhard von Keutschach am 10. Mai 1498

Ein Schlösschen am Fürberg wird 1490 „Neydeck in Pyrglan am Imberg“ genannt, da es im Besitz des Gregorius Neydeck war. Ihm folgte der hochfürstliche Jägermeister Ernst von Graben. 1670 erwirbt Franz Feyertag von Oberhausen, dessen Vorfahre Wolfgang Feyertag bereits 1624 das „Prädium Fürberg“ daneben erworben hatte, das Gut Neydeck und vereinigt die beiden Besitzungen. An der Stelle des alten Hauses erbaute Franz Feyertag das Schloss und zwar in Anlehnung an die Pläne des Schlosses Flederbach, welches durch die Stiftung des Stiefbruders und Salzburger Bürgermeisters Paumann Fideikommisgut der Familie Feyertag geworden war. Das Geschlecht der Feyertag weitete den Besitz aus. Sie haben 250 Jahre lang Teile des den Fürberges und nahe liegende Liegenschaften besessen. Durch Erbteilungen Ende des 18. Jahrhunderts verloren sie aber den Besitz. Der letzte männliche Nachkomme der Feyertag, Kajetan von Feyertag, behielt noch das Feyertagsstöckl, womit der Besitz von neuem geteilt wurde. Seine ledige Tochter Anna, die letzte ihres Namens, verkaufte schließlich auch dieses Haus 1860.
1888 erwirbt Katharina Wilhelmina von Plason de la Woestyne, geb. von Schmieterloew, den Besitz und stellt alle Baulichkeiten wieder her. Sie lässt auch einen Verbindungstrakt zwischen einem Nebengebäude (Stöckl) und dem Schloss herstellen. Ihr Mann, der Hof- und Ministerialrat im k.u.k. Außenministerium Adolf Ritter von Plason de la Woestyne, gestaltete die Gebäude im historisierenden Stil der Neorenaissance aus. Um das Schloss wurde nach den Plänen des Architekten Lothar Abel und dem Obergärtner Josef Franz ein Landschaftspark mit sehr seltenem Baumbestand angelegt. Einige der seltenen Baumarten schenkte Adolf von Plason seinem Freund und Gönner Erzherzog Franz Ferdinand für dessen Schloss Konopischt südlich von Prag. Unter diesen neuen Besitzern erlebt Schloss Fürberg eine neue Blüte.
Allerdings wurde es am 17. Februar 1945 durch einen Fliegerangriff stark beschädigt. Die Erben der Plasons, Tochter Mabel, verheiratet mit Dusan Tončić-Sorinj, und ihr Sohn Lujo Tončić-Sorinj bauen das schwer beschädigte Anwesen nach 1950, wenn auch z. T. in etwas veränderter Gestalt wieder auf. Das Schloss besaß einst kleine Türme, die nach dem Zweiten Weltkrieg nicht wieder errichtet wurden. Die dazu gehörende Kapelle soll im Kern angeblich aus dem Mittelalter stammen. Sie wurde 1648 nach einem Brand 1845 wieder aufgebaut bzw. neu errichtet und in den Jahren im historisierenden Stil 1893 ausgestaltet und 1958 renoviert. Zum Schloss gehört wohl noch immer die Sammlung des Freiherrn von Plason, die vor allem auch zahlreiche gotische Wappenscheiben aus Glas enthält.

## Schloss Fürberg heute

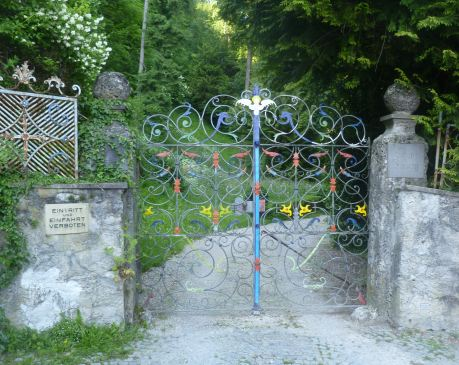
Einfahrtstor zu Schloss Fürberg

Ein halbrundes Tor in der Umfassungsmauer führt in den angelegten Park. Ein kleiner Bach mit einem winzigen Wasserfall führt durch den Park, der in Schlossnähe mehrere Nebengebäude, eine Schlosskapelle und einen Meierhof enthält. Ein Fürbergbauernhof ist bereits im Franziszeischen Katasterplan von 1830 ausgewiesen.
Im Zuge des Zweiten Weltkrieges wurde Schloss Fürberg von einer Bombe getroffen und schwer beschädigt. Im Jahr 1955 stürzte ein kleines Flugzeug in den Kapuzinerberg und den Park von Schloss Fürberg. Der Pilot und drei Passagiere kamen dabei ums Leben. Das Schloss befindet sich nach wie vor in Privatbesitz und ist  nicht zu besichtigen.